# Estes Park
Estes Park ist eine Stadt im Larimer County im US-Bundesstaat Colorado am Big Thompson River, der hier zum Lake Estes aufgestaut wird. Die Bevölkerung betrug 5858 Einwohner gemäß der Volkszählung im Jahr 2010.

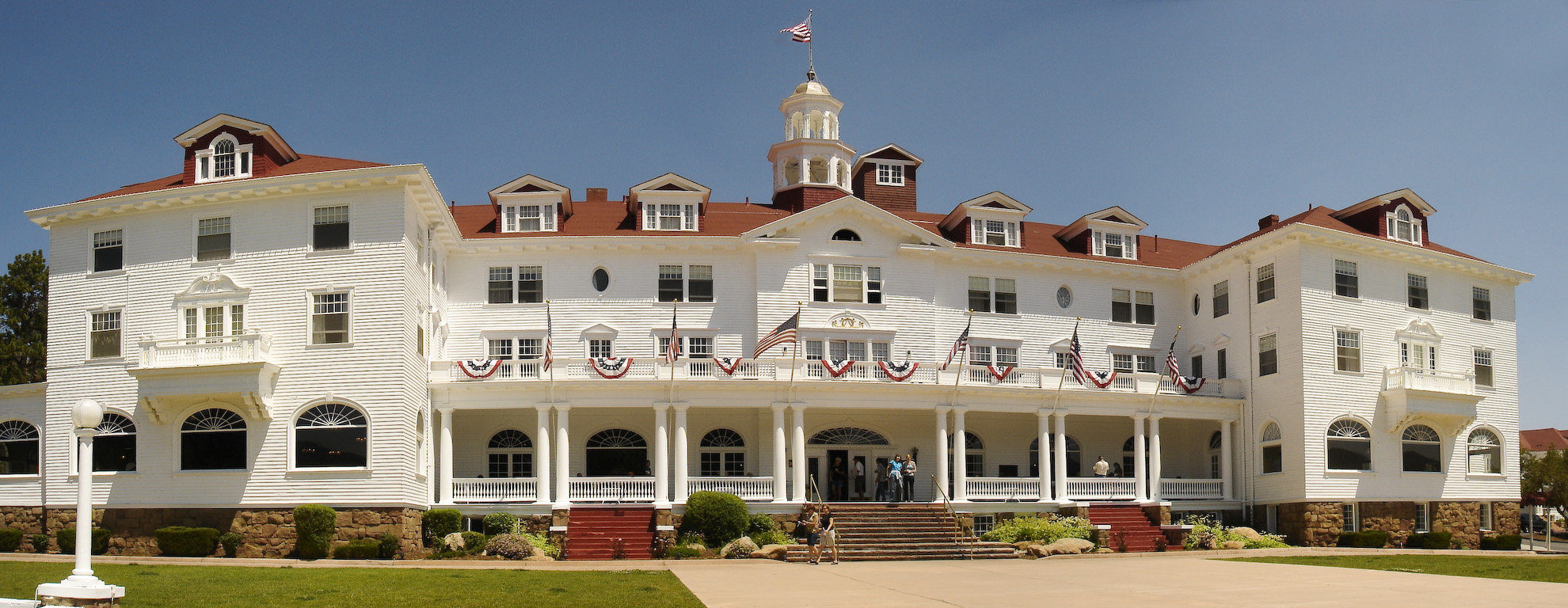
Das Stanley Hotel

Die Stadt wurde nach Joel Estes benannt, der Estes Park 1859 gründete. Sie liegt in einem Tal in 2293 m Höhe über dem Meeresspiegel. Im Sommer ist sie ein beliebter Ausflugsort mit zahlreichen Touristengeschäften und Hauptzugang für den Rocky Mountain National Park.
In der Altstadt sind etliche Häuser aus der Wildwest-Zeit erhalten und liebevoll restauriert worden.
Am Stadtrand befindet sich das Stanley Hotel aus dem Jahre 1906. Stephen King, der hier übernachtete, wurde von der Anlage zu seinem Roman The Shining inspiriert.
Jährlich führt die Gospel Music Association ihr Nachwuchs-Festival Music in the Rockies hier durch.
Die Stadt erlitt schwere Zerstörungen im Juli 1982 durch Überflutung, verursacht durch Versagen des Lawn-Lake-Staudamms.

## Demografie
Die bei der Volkszählung im Jahr 2000 ermittelten 5413 Einwohner von Estes Park lebten in 2541 Haushalten; darunter waren 1565 Familien. Die Bevölkerungsdichte betrug 359 pro km². Im Ort wurden 3323 Wohneinheiten erfasst. Unter der Bevölkerung waren 95,1 % Weiße, 0,3 % Afroamerikaner, 0,5 % amerikanische Indianer, 0,8 % Asiaten und 2,1 % von anderen Ethnien; 1,2 % gaben die Zugehörigkeit zu mehreren Ethnien an.
Unter den 2541 Haushalten hatten 20,5 % Kinder unter 18 Jahren; 31,0 % waren Single-Haushalte. Die durchschnittliche Haushaltsgröße war 2,11, die durchschnittliche Familiengröße 2,61 Personen.
Die Bevölkerung verteilte sich auf 17,6 % unter 18 Jahren, 5,8 % von 18 bis 24 Jahren, 26,6 % von 25 bis 44 Jahren, 29,4 % von 45 bis 64 Jahren und 20,7 % von 65 Jahren oder älter. Der Median des Alters betrug 45 Jahre.
Der Median des Haushaltseinkommens betrug 43.262 $, der Median des Familieneinkommens 55.667 $. Das Prokopfeinkommen in Estes Park betrug 30.499 $. Unter der Armutsgrenze lebten 4,5 % der Bevölkerung.

## Persönlichkeiten
- Mark Muir Mills (1917–1958), Kernphysiker
- Tommy Caldwell (* 1978), Sportkletterer